# Naturvetenskap

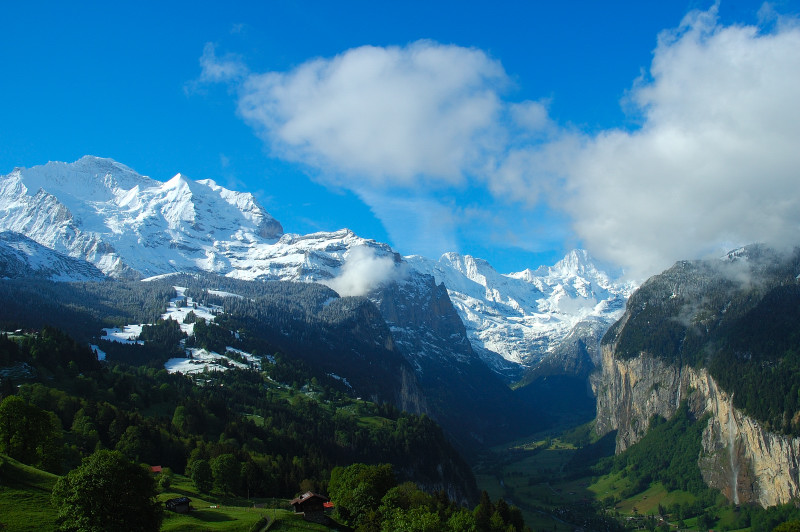
Naturvetenskap är läran om den fysiska världen omkring oss och hur den fungerar.

Naturvetenskap är läran om den fysiska världen (naturen). Naturvetenskapen använder vetenskapliga metoder som i hög grad beror på empiriska mätningar av uppställda hypoteser (så kallad naturvetenskaplig metod). Naturvetenskapen försöker göra teoretiska modeller som så enkelt som möjligt kan förklara det som kan observeras, mätas och testas (se: Ockhams rakkniv).
Naturvetenskapen delas in ett fåtal huvudområden, nämligen
- Fysik – Studiet av de fundamentala krafter som styr naturen och naturens byggstenar, samt de fenomen som dessa tillsammans ger upphov till och som inte täcks av övriga naturvetenskaper
- Kemi – Studiet av grundämnens och kemiska föreningars uppbyggnad och egenskaper samt deras reaktioner med varandra
- Biologi – Studier av fysiska livets former och dess processer
- Geovetenskap – Studier av planeten jorden och dess delar
- Astronomi – Studier av världsalltet utanför jordens atmosfär. Räknas ibland som ett underområde till fysiken
- Medicin – Studiet av människokroppen och dess sjukdomar

Strikta gränsdragningar mellan de olika områdena är ibland svåra att göra; det kan till exempel vara svårt att avgöra var kemin slutar och biologin tar vid. Därför kan ovanstående kategorisering snarare ses som en riktlinje än som ett strikt regelverk.

## Hjälpvetenskaper
Naturvetenskapen utnyttjar andra discipliner för att hjälpa till vid uppställande av hypoteser, kontroll av dessa samt sammanfattande av resultatet. Dessa discipliner räknas dock inte till själva naturvetenskapen. Särskilt matematiken utgör ett oumbärligt hjälpmedel i studiet av många naturvetenskaper, och speciellt inom fysiken finns mängder av matematiska tillämpningar. Många nya fysikaliska idéer och upptäckter har föregåtts av att man på rent matematisk grund har förutsett vissa samband, som sedan har kunnat verifieras empiriskt. Matematiken i sig är dock inte en naturvetenskap, eftersom den inte grundar sig på empiri, utan fungerar istället som ett verktyg i forskningen.
Även datavetenskap och statistik används flitigt inom naturvetenskapen.

## Naturforskning
Begreppet naturforskning är en äldre föregångare till begreppet naturvetenskap och används ofta i vår tid för att beteckna en parallell form av forskning, som innebär mer intuitivt inspirerade studier av naturen, världen, dess funktioner och möjliga samband och begränsar sig ofta inte bara till den så kallade fysiska, direkt påtagliga världen, utan innefattar ofta ett metafysiskt, filosofiskt och esoteriskt perspektiv på tillvaron.[källa behövs] Ibland använder man sig av matematik och tekniska hjälpmedel av olika slag (ungefär motsvarande naturvetenskapens olika områden och dess redskap, ibland även andra redskap, såsom exempelvis slagruta[källa behövs] eller annorlunda slags tekniska mätinstrument[källa behövs]). Ofta har gränslandet mellan de två slags områdena varit flytande, och inte minst inom den moderna, teoretiska fysiken och kosmologin kan det ibland sägas vara svårt att begränsa sig till rent empiriska, traditionella metoder.
I brist på andra vetenskapliga utgångspunkter på sin tid, kan merparten av antikens vetenskapsmän och filosofer sägas tillhöra kretsen av naturforskare, liksom efterföljande tiders alkemister, mystiker och filosofer, och många vetenskapsmän genom historien sägs ha fått intuitiva ingivelser till sina teorier genom att studera/jämföra företeelser i naturen och världen omkring dem eller genom studier av metafysiska skrifter, bland andra Isaac Newton, Gottfried Wilhelm von Leibniz, Albert Einstein. Till senare tiders rena naturforskare kan räknas bland andra Johann Wolfgang von Goethe, Rudolf Steiner och dennes efterföljare inom antroposofiska rörelsen, Viktor Schauberger, Masaru Emoto. Även flera av den moderna naturvetenskapens förgrundsgestalter har sysselsatt sig med och skrivit om dessa metafysiska perspektiv, bland andra Werner Heisenberg, Erwin Schrödinger, Louis de Broglie, James Hopwood Jeans, Max Planck, Wolfgang Pauli och Arthur Eddington.